# One Dance
«One Dance» es una canción y el segundo sencillo del álbum de estudio Views (2016) del Cantante canadiense Drake. Cuenta con participaciones especiales del artista nigeriano Wizkid y la cantante filipina Kyla. La canción fue producida por Nineteen85, DJ Maphorisa, 40 y Wizkid. Además fue escrita por una variedad de artisatas incluyendo Drake, Nineteen85, DJ Maphorisa, Noah Shebib, Ayodeji Balogun, Kyla Smith, Errol Reid y Luke Reid, Lauren Jauregui. El sencillo fue lanzado para descarga digital el 5 de abril de 2016.
"One Dance" fue lanzado poco tiempo después de que la fecha de lanzamiento de Views fue anunciada, junto con «Pop Style». Aunque la versión original de esta se hizo en 1998 por autor desconocido, debido a una maqueta de sonido que dejaron por error en un hotel de Londres. "One Dance" se convirtió rápidamente en un éxito internacional, alcanzando el número uno en Australia, Canadá, Francia, Alemania, Irlanda, Holanda, Nueva Zelanda, Suiza, el Reino Unido, y los Estados Unidos, convirtiéndose en el primer sencillo número uno del canadiense Drake en todos los diez países. La canción tuvo su mayor éxito en Reino Unido, donde permaneció en la cima de la UK Singles Chart durante 15 semanas consecutivas.